# Cyclosa tamanaco
Cyclosa tamanaco (Levi, 1999) è un ragno appartenente alla famiglia Araneidae.

## Etimologia
Il nome della specie deriva dalla tribù indigena Tamanaku, del gruppo Caribe, che un tempo abitava l'isola di Trinidad, dove sono stati rinvenuti gli esemplari.

## Caratteristiche
L'olotipo femminile ha dimensioni: cefalotorace lungo 2,9mm, largo 2,1mm; opistosoma lungo 4,9mm.

## Distribuzione
La specie è stata reperita sull'isola di Trinidad, appartenente alle Piccole Antille.

## Tassonomia
Al 2013 non sono note sottospecie e dal 1999 non sono stati esaminati nuovi esemplari.